# Майкъл Смит
Вижте пояснителната страница за други личности с името Майкъл Смит.
Майкъл Маршал Смит (на английски: Michael Marshall Smith) е британски писател на научна фантастика и фентъзи.

## Биография и творчество
Майкъл Смит е роден на 3 май 1965 г. в Натсфорд, Великобритания. През следващите 10 години семейството му живее първо в САЩ, най-вече в щат Илинойс и щат Флорида, след това в Южна Африка и Австралия. Впоследствие те се установяват за постоянно в Англия. Майкъл Смит получава образованието си в Кембридж, където учи философия и социално-политически науки. По-късно се занимава с писане на комедийни сценарии за радио ВВС. Той също така участва в своите сценарии.
Първият му разказ – The Man Who Drew Cats излиза през 1991 г. и е награден през същата година с наградата British Fantasy Award за най-добра кратка история. Първият му роман – Only Forward („Само напред“) е публикуван през 1995 г. и получава наградата на Август Дерлет. Вторият му роман – Spares е закупен от компанията на Стивън Спилбърг през 1996 г.

### Самостоятелни романи
- Само напред, Only Forward (1994) – награди „Август Дерлет“ и „Филип К. Дик“
- За подмяна, Spares (1996)
- Един от нас, One of Us (1998)
- The Servants (2007)
- The Intruders (2007)
- Bad Things (2009)
- Killer Move (2011)
- The Forgotten (2012)
- We Are Here (2013)

### Серия „Избраниците“ (Straw Men)
1. Избраниците, The Straw Men (2002)
2. The Lonely Dead (2004) – издаден и като The Upright Man
3. Blood of Angels (2005)

### Сборници
- What You Make It (1999)
- Binary 2 (2000) – с Ким Нюман
- More Tomorrow: And Other Stories (2003)
- What Happens When You Wake Up in the Night (2009)
- Swallowed By The Cracks (2011) – със С. Ж. Браун, Гари Макмеън и Лий Томас
- Everything You Need (2013)

#### Серия „Колекция“ (Ememess Collection)
1. Ememess Issue 1 (2012)
2. Ememess Issue 2 (2012)
3. Ememess Issue 3 (2012)
4. Ememess Issue 4 (2012)
5. Ememess issue 5 (2012)
6. Ememess Issue 6 (2012)
7. Ememess issue 7 (2012)
8. Ememess Issue 8 (2012)
9. Ememess Issue 9 (2012)

### Повести и разкази
- The Dark Land (1988)
- The Man Who Drew Cats (1988) – награда „Икарус“
- Always (1991)
- More Bitter Than Death (1991)
- Everybody Goes (1992)
- The Fracture (1992)
- Later (1992)
- The Owner (1992)
- A Time for Waiting (1992)
- The Truth Game (1993)
- Foreign Bodies (1994)
- A Place to Stay (1994)
- Rain Falls (1994)
- To Receive Is Better (1994)
- To See the Sea (1994)
- More Tomorrow (1995) – британска награда за литература
- Sorted (1995)
- Hell Hath Enlarged Herself (1996)
- Not Waving (1996)
- Save As... (1996)
- When God Lived In Kentish Town (1996)
- Victoria's Secret (1997)
- Dear Alison (1997)
- Different Now (1997)
- Mr Cat (1997)
- Walking Wounded (1997)
- Diet Hell (1998)
- What You Make (1998)
- The Book of Irrational Numbers (1999)
- The Vaccinator (1999)
- Welcome (1999)
- The Handover (2000)

### Филмография
- 2002 Dare to Believe – ТВ сериал
- 2002 Cruise of the Gods – ТВ филм
- 2011 Later – история, изпълнителен продуцент
- 2014 Unbelief – история, изпълнителен продуцент

### Книги за писателя
- Michael Marshall Smith: A Bibliography (2004) – от Лавие Тидар